# دوریس سینگلتون
دوریس سینگلتون (انگلیسی: Doris Singleton؛ ۲۸ سپتامبر ۱۹۱۹ – ۲۶ ژوئن ۲۰۱۲) یک بازیگر سینما، هنرپیشه، و خواننده اهل ایالات متحده آمریکا بود. وی بین سال‌های ۱۹۵۳ تا ۱۹۸۶ میلادی فعالیت می‌کرد.
از فیلم‌ها یا برنامه‌های تلویزیونی که وی در آن نقش داشته است می‌توان به عاشقتم لوسی اشاره کرد.